# Río Cèze
El río Cèze es un río de Francia que desemboca en el río Ródano entre Codolet y Laudun-l’Ardoise, en el departamento de Gard. Nace a 798 m sobre el nivel del mar, en la comuna de Saint-André-Capcèze (Lozère, pero junto al límite con Gard). Su longitud es de 132 km y drena una cuenca de 1.359 km².
Excepto los primeros kilómetros de su curso y un pequeño tramo en el que marca el límite del departamento de Ardèche, discurre por la parte septentrional del departamento de Gard. Es paralelo al río Ardèche. Las principales poblaciones por las que pasa son Bessèges, Saint Ambroix y Bagnols-sur-Cèze.
Presenta gargantas (Gorges de Cèze, cerca de Montclus) y cascadas (como la de Sautadet cerca de La Roque-sur-Cèze).  Es sus orillas puede encontrarse el castor europeo (castor fiber).